# エイコンドライト

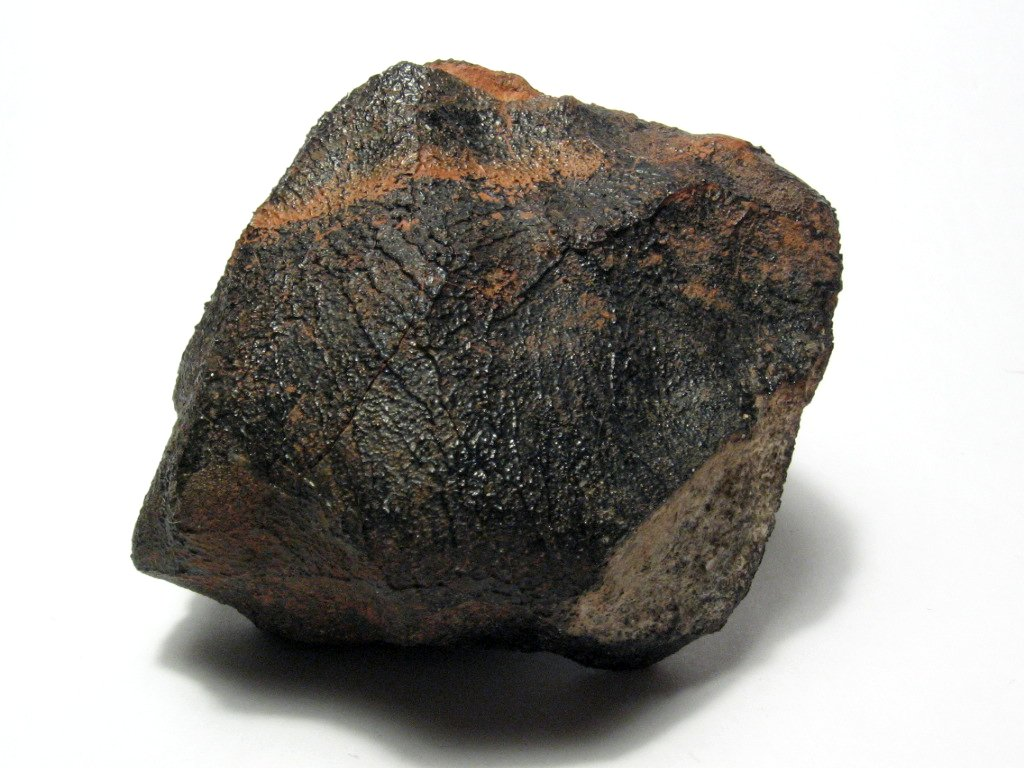
Millbillillie隕石雨で回収されたユークライト

エイコンドライトあるいはアコンドライト(achondrite)は、石質隕石の分類である。石質隕石はコンドリュールを含むコンドライトと、それを含まないエイコンドライトに分類される。組織、構造や、鉱物組成は地球の玄武岩質岩石によく似ている。コンドライトと比較して、母天体の表面や内部で、融解や再結晶が行われて、さまざまな度合いの変成作用を受けたものである。結果としてエイコンドライトは様々な火成作用の度合いを示すものが含まれる。
隕石全体の約8%がエイコンドライトであると見積もられている。エイコンドライトの約2/3が小惑星ベスタ起源と考えられているHED隕石である。その他に火星起源の火星隕石や月起源隕石や､起源が不明のいくつかの隕石のタイプが含まれる。これらはFeとMnの化学成分比や、17O/18O の同位体比から決められる。
エイコンドライトは以下のようなグループに分類される。
- 原始的エイコンドライト (PAC group)
  - アカプルコタイト (Acapulcoites)
  - ロドラナイト (Lodranite)
  - ブラチナイト (Brachinites)
  - ウィノナイト (Winonaites)
  - ユレーライト (Ureilites)
- 小惑星エイコンドライト
  - HED隕石（小惑星ベスタ由来の隕石）
    - ホワルダイト (Howardites)
    - ユークライト (Eucrites)
    - ダイオジェナイト (Diogenites)
    - Dunite diogenite
    - Olivine diogenites

  - アングライト (Angrites)
  - オーブライト (Aubrites)
- 月起源隕石
  - 衝撃角礫岩
  - 月玄武岩
- 火星隕石（SNC隕石）
  - シャーゴッタイト (Shergottites)
  - ナクライト (Nakhlites)
  - シャシナイト (Chassignites)
  - OPX 火星隕石 (ALH 84001)